# 3344 Modena
A 3344 Modena (ideiglenes jelöléssel 1982 JA) a Naprendszer kisbolygóövében található aszteroida. Osservatorio San Vittore fedezte fel 1982. május 15-én.